# 1878 az irodalomban
Az 1878. év az irodalomban.

## Megjelent új művek

Anna Karenina (1876)

- Wilkie Collins angol író regénye: The Haunted Hotel
- Thomas Hardy regénye: Otthon, a szülőföldön (The Return of the Native), „a tönkrement remények, megcsalt várakozások története.”[1]
- Henry James két kisregénye: 
  - Daisy Miller
  - The Europeans
- Jan Neruda: Povídky malostranské (Moldva-parti történetek), a cseh író korábban már megjelent elbeszéléseinek gyűjteménye[2]
- Friedrich Nietzsche német költő, filozófus könyve: Menschliches, Allzumenschliches (Emberi, teljességgel emberi)[3]
- Megjelenik könyv alakban Lev Tolsztoj regénye, az Anna Karenina (Анна Каренина); folytatásokban megjelent 1875–1877-ben
- Jules Verne regénye: A tizenöt éves kapitány (Un capitaine de quinze ans)
- Émile Zola regénye: Szerelem (Une Page d'amour)

### Költészet
- Ivan Vazov bolgár költő, író verseskötete: Izbavlenie (Felszabadulás)[3]

### Dráma
- Alekszandr Osztrovszkij vígjátéka, A hozomány nélküli menyasszony (Бесприданница) bemutatója; megjelenése a következő évben

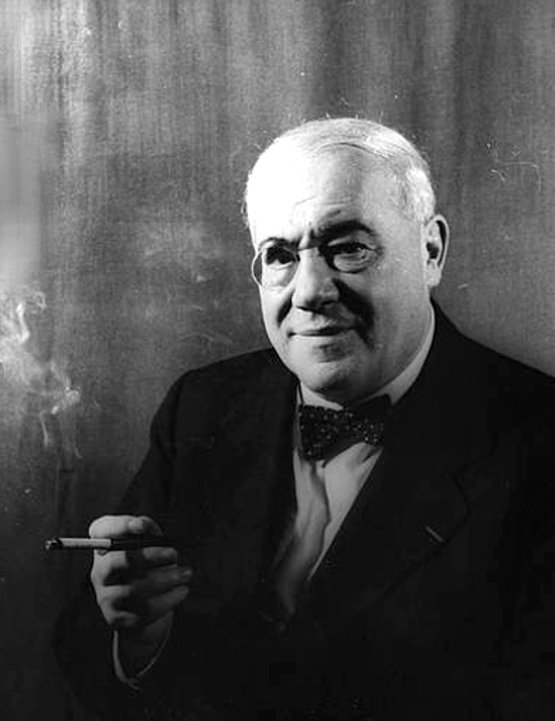
Molnár Ferenc

### Magyar nyelven

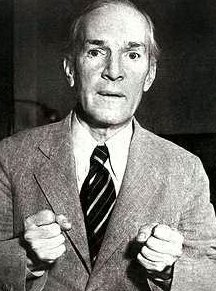
Upton Sinclair

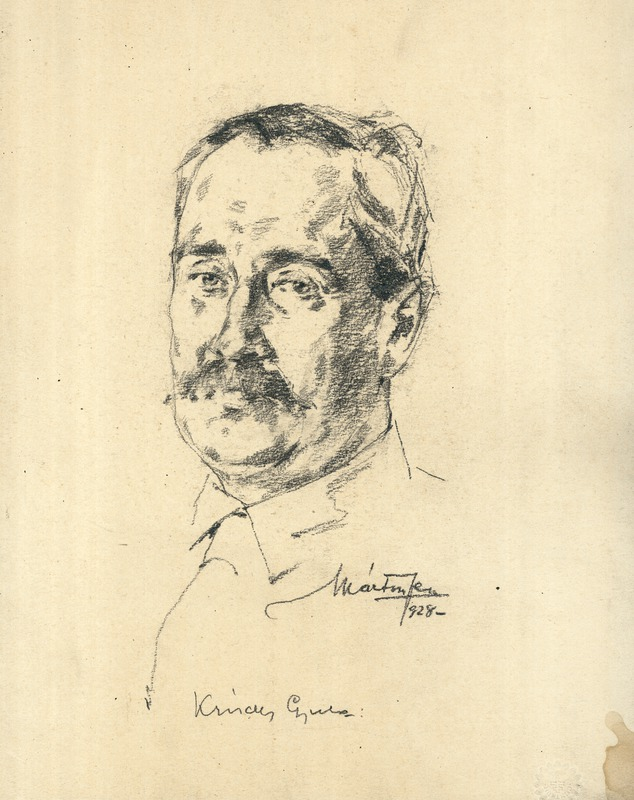
Krúdy Gyula

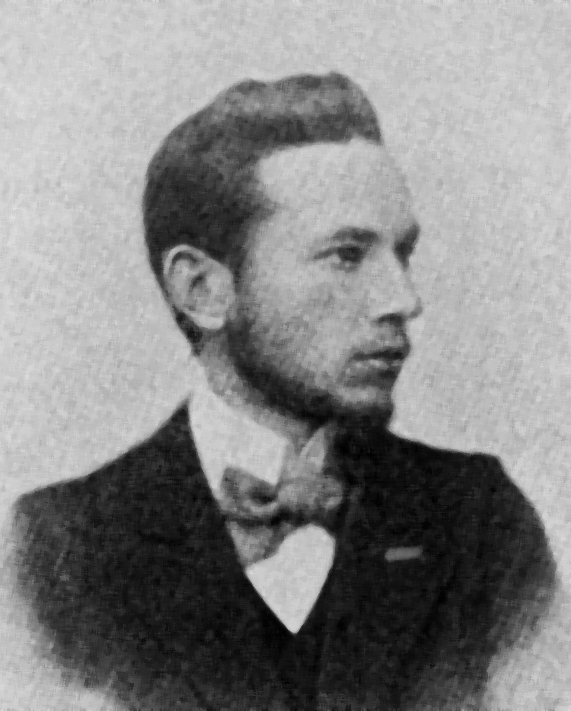
Leopold Staff

- Arany János balladái: Tetemrehívás és Vörös Rébék
- Csiky Gergely Az ellenállhatatlan, verses vígjáték; megjelenik Temesváron, az MTA Karátsonyi-díjjal tünteti ki
- Rákosi Jenő: A krakói barátok, történeti színmű (bemutató a Nemzeti Színházban)
- Tóth Kálmán összegyüjtött költeményei

## Születések
- január 6. – Carl Sandburg háromszoros Pulitzer-díjas egyesült államokbeli író, költő († 1967)
- január 12. – Molnár Ferenc író, drámaíró, forgatókönyvíró († 1952)
- január 30. – Anton Hansen Tammsaare észt író († 1940)
- április 15. – Robert Walser német nyelvű svájci író, költő († 1956)
- június 12. – James Oliver Curwood amerikai író, novellista († 1927)
- június 24. – Horváth János irodalomtörténész († 1961)
- július 6. – Eino Leino, a finn költészet úttörő egyénisége († 1926)
- szeptember 20. – Upton Sinclair amerikai Pulitzer-díjas regényíró († 1968)
- szeptember 24. – Charles-Ferdinand Ramuz francia nyelvű svájci író, esszéíró († 1947)
- október 20. – Barta Lajos író, drámaíró († 1964)
- október 21. – Krúdy Gyula író, hírlapíró, a modern magyar próza mestere († 1933)
- november 14. – Leopold Staff lengyel költő, drámaíró, műfordító, az európai modernizmus képviselője († 1957)
- december 7. – Joszano Akiko apán költőnő, műfordító, feminista († 1942)

## Halálozások
- január 8. – Nyikolaj Alekszejevics Nyekraszov orosz költő, író, publicista, az orosz irodalom klasszikusa (* 1821)
- január 19. – Szigligeti Ede drámaíró, színházi rendező, több mint száz színpadi mű szerzője (* 1814)
- július 17. – Aleardo Aleardi gróf, olasz romantikus költő (* 1812)
- november 22. – Pjotr Vjazemszkij herceg, orosz költő, irodalomkritikus (* 1792)
- december 16. – Karl Gutzkow német író, drámaíró, lapszerkesztő, az Ifjú Németország nevű mozgalom vezéregyénisége (* 1811)
- december 19. – Bayard Taylor észak-amerikai utazó, diplomata, író, költő (* 1825)